# M·CORE
Az M·CORE egy kis fogyasztású, RISC-alapú mikrovezérlő architektúra, a Motorola (most Freescale) fejlesztésében, amelyet beágyazott rendszerek alkalmazásaiban való felhasználásra terveztek. Bevezetése 1997 végén történt. Az architektúra a 32 bites belső adatutat 16 bites utasításokkal kombinálja, és négyfokozatú utasítás-futószalagot tartalmaz. A kezdeti megvalósítások 0,36 mikronos eljárással készültek, és 50 MHz-es órajelen futottak.
Az M·CORE processzorok felépítésükben a Princeton- avagy Neumann-architektúrát követik, amelyben a program és az adatsín közös, és az adatmemóriában elhelyezett utasítások végrehajtása megengedett. A Motorola tervezői az M·CORE processzorokat alacsony fogyasztású és nagy kódsűrűségű processzoroknak tervezték.

## Fordítás
Ez a szócikk részben vagy egészben  a   M·CORE című angol Wikipédia-szócikk ezen változatának fordításán alapul.  Az eredeti cikk szerkesztőit annak laptörténete sorolja fel. Ez a jelzés csupán a megfogalmazás eredetét és a szerzői jogokat jelzi, nem szolgál a cikkben szereplő információk forrásmegjelöléseként.